# Obwód nr 46/67 (Szczuczyn-Lida)
Obwód nr 46/67 (Szczuczyn-Lida) – polska organizacja zbrojna działająca na terenie Białoruskiej Socjalistycznej Republiki Radzieckiej w latach 1945-1948.

## Historia
Po wyjeździe w lecie 1945 r. za linię Curzona ostatnich członków Komendy Okręgu AK Nowogródek i zakończeniu planowej akcji ewakuacyjnej doszło do połączenia dwóch poakowskich struktur – AK Lida i Szczuczyn. W ten sposób powstała najsilniejsza struktura wojskowa działająca na polskich terenach włączonych do ZSRR. 
Jej dowódcą został w czerwcu 1946 r. ppor. Anatol Radziwonik ps. „Olech”. Jego zastępcą do maja 1947 r. był sierż. Paweł Klikiewicz ps. „Irena”, następnie do maja 1949 r. tę funkcję pełnił ppor. Wiktor Maleńczyk ps. „Cygan”. Obwód miał placówki nieregularnie rozmieszczone na terenie powiatów Lida i Szczuczyn, w ich skład wchodziło kilkuset żołnierzy (w szczytowym momencie w strukturze znajdowało się ok. 800. żołnierzy). Ponadto do Obwodu okresowo dołączały się oddziały niezrzeszone (np. kompania ppor. Józefa Poczobutta ps. „Wilk”). Utrzymywano również kontakt z oddziałami wywodzącymi się z struktur AK z powiatów Grodno i Wołkowysk.
Obwód utrzymywał w terenie kilka oddziałów zbrojnych liczących ok. 100 żołnierzy. Wiosną 1949 r. doszło do rozbicia większości oddziałów Obwodu, w maju zginął ppor. Anatol Radziwonik. NKWD przystąpiło do masowych aresztowań wśród żołnierzy Obwodu oraz ludności cywilnej wspierającej jego działalność. Kilka grup Obwodu przetrwało rozbicie i prowadziło ograniczoną działalność do początku lat pięćdziesiątych XX w. 